# Dirty Shirt
DIRTY SHIRT e o formație rock înființată în 1995 în orășelul Seini (Maramureș). Trupa este considerată una din cele mai originale apariții pe scena rock din România, combinând stiluri din orizonturi muzicale foarte diferite: pe o bază Metal-Industrial-Hardcore se adaugă elemente preluate din Folclorul românesc, Funk, Electro, Progressive, Muzică clasică...De asemenea versurile formației sunt in diverse limbi: engleză, română, franceză, sârbă și maghiară.

## Biografie

### Primii ani (1995-2000)
În 1995, patru tineri muzicieni din orășelul Seini pun bazele unui proiect muzical, Dirty Shirt. Combinând elemente din orizonturi diverse (progressive, alternative, power metal, hardcore etc.) formația se face rapid cunoscută pe scena underground din România, trupa participând la mai multe festivaluri și concursuri importante, deseori fiind recompensată cu premii: Young Rock for Youngs (locul 2 in 1996 la sectiunea rhythm n' blues / progressive și premii pentru cel mai bun clăpar - Mihai Tivadar și cel mai bun basist - Pal Novelli), Metal Fan (locul 3 în 1996 și premiul pentru cel mai bun basist - Pal Novelli), Posada Rock (locul 2 în 1997 și premiul de cel mai bun clăpar pentru Mihai Tivadar), Constelații Rock (premiul 3 în 1997 și premiul pentru cel mai bun clăpar - Mihai Tivadar), Samus Rock Alive (locul 1 în 1999, plus premii individuale Dan Crǎciun - voce, Mihai Tivadar - clape și Vlad Țoca - baterie) . De asemenea primele demo-uri se bucură de aprecieri pozitive din partea presei de specialitate.
În 1998 DIRTY SHIRT caștigă marele premiu al festivalului Top T Buzǎu (în plus, trupa obține premiul revistei HMM și Mihai Tivadar primeste premiul pentru cel mai bun clăpar), ce constă în înregistrarea primului album de studio, „Very Dirty” (Promusic Prod, 2000). În momentul în care se află în plină ascensiune și cu o formulă stabilă, trupa este nevoită să își întrerupă activitatea pentru mai mulți ani.

### Dirty Shirt 2.0 (2004-2014)
În ciuda faptului că membrii grupului sunt „impraștiați” în mai multe colțuri ale Europei, Dirty Shirt se reformează în 2004, abordând o nouă orientare muzicală: metal-industrial-hardcore cu elemente preluate din folclor, funk, electro etc. În cele două demo-uri înregistrate în perioada imediată (Revolution - 2004, Different - 2005) formația experimentează în căutarea unui nou stil, ceea ce îi aduce aprecieri contradictorii în presǎ, unele apreciază diversitatea stilistică și potențialul trupei, altele criticând lipsa de omogeneitate muzicală.
În anii urmatori, formația continuă cu o activitate scenică intensă, având concerte în România, Ungaria, Franța și Belgia. Dirty Shirt participă la turnee naționale alături de formații importante din străinatate: Tripod (Franța), Babylon Pression (Franța), Zeroscape (Canada), Superbutt (Ungaria). De asemenea, grupul participă la mai multe festivaluri majore din România (Maximum Rock, Samfest, Rock la Mureș, Top T, East West Fest) împărțind scena cu trupe ca Overkill, U.D.O., Crematory, Lake of Tears, Moonspell, Ektomorf, Lofofora, Watcha, Eths, Black Bomb A…
În 2009 Dirty Shirt înregistrează un nou album „Same Shirt Different Day”, în studioul Kallaghan din Vence (Franța), material masterizat de Alan Douches (West West Side Music, SUA). Albumul este lansat în 2010 și se bucură de o critică pozitivă, atât în țară  cât și în străinătate  . 
Pe langă turneul de promovare al albumului în România, Ungaria și Germania (cu concerte ce se bucură de critici excelente )  și participarea la diverse festivaluri (Samfest, Route 68 SummerFest, Student Fest, Rockin Transilvania, Fraureuth OpenAir, Dirty Fest), Dirty Shirt realizează trei videoclipuri (Pitbull, Manifest și East West), lansează primul album live în format DVD (Live in the Truck) și se califică în finalele naționale a celor mai importante concursuri muzicale din România: Global Battle of the Bands (ocupând locul 2 in 2011), Wacken Metal Battle și Peninsula Talent Stage. 
În 2012, trupa inregistrează în mai multe studiouri din România al treilea album de studio, intitulat "Freak Show". Mixajul și masteringul sunt realizate de Charles "Kallaghan" Massabo, la 118 West Studio, din Los Angeles, iar coperta este concepută de Costin Chioreanu. Marea majoritate a versurilor sunt scrise de Leonard Ciocan. Primul single, "Freak Show" apare în decembrie 2012 sub formă de lyric video. Albumul a fost lansat în februarie 2013, și s-a bucurat de o critică pozitivă unanimă, incluzând reviste de specialitate europene importante (Metal Hammer Ungaria, Hard Rock Mag Franța, Rock Hard Slovacia, Rock Hard Germania). Patru piese de pe album au fost realizate sub formă de videoclipuri de către chitaristul trupei Cristian Bălănean: "Freak Show", "Bad Apples", "Săracă Inima Me" și "Ride" (în parteneriat cu brandul de biciclete Commençal). Piesa "Freak Show" a fost inclusă în jocul RockStar Rising, Dirty Shirt fiind aleasă "featured band" pe siteul producătorilor jocului. De asemenea, formația a organizat un concurs de remixuri la aceeași piesă, în parteneriat cu Propellerhead Suedia și Kallaghan Studio Franța / SUA, la care au participat zeci de artiști din întreaga lume. În perioada 2013-2014, trupa a concertat intens, în cadrul turneului "Freak Show Tour", cu peste 60 concerte în România, Germania, Belgia, Austria, Ungaria și Franța. În iulie 2014, Dirty Shirt a câștigat finala națională a concursului Wacken Metal Battle, trupa reprezentând România la finala internationala, desfășurată în cadrul festivalului Wacken Open Air, unde a obținut locul doi.

### Dirtylicious & Folkcore DeTour (2015-2018)
În data de 26 aprilie 2015, a fost lansat unul din cele mai așteptate materiale metal, și anume albumul ”Dirtylicious”, nelăsând loc de dezamăgiri în rândurile publicului românesc și nu numai, feedback-ul fanilor depășind așteptările trupei.
”Dirtylicious” promite a fi una din cele mai interesante producții metal din Europa 2015: o combinare unică a soundului groovy-harcore-industrial-metal marca Dirty Shirt cu elemente de muzică tradițională din Europa de Est. La înregistrarea albumului au participat și muzicienii din Transylvanian Folk-Core Orchestra (vioară, clarinet, țambal, percuții, acordeon). Cel mai bun și bine primit material de până acum, a fost lansat în 2015 și apreciat de critici și site-uri muzicale de specialitate din întreaga lume (printre care Metalsucks – USA, Rock Hard – FR, Hard Rock Mag – FR, Terrorizer – UK,  Metal Hammer – DE, etc.), fiind promovat prin concerte atât în țară, cât și în străinătate (Franța, Elveția, Belgia, Lituania, Bulgaria), urcând pe scenă alături de formații precum Godsmack, Kreator, Megadeth, Paradise Lost, Venom, PowerWolf, Tiamat, Skindred și multe altele. 
În perioada martie – aprilie 2017, Dirty Shirt a reușit, cu ajutorul unei campanii de crowdfunding, să ducă la bun sfârșit un proiect nemaiîntâlnit până acum, alături de Ansamblul Folcloric Național Transilvania.
„FolkCore Detour” reprezintă un spectacol care reunește pe aceeași scenă o formație metal și un ansamblu folcloric într-o formulă completă și unică, o producție fără precedent în întreaga lume, fiind fără îndoială proiectul cel mai ambițios al trupei până în prezent și o adevărată provocare din punct de vedere artistic, logistic și tehnic, cu o producție ce a implicat peste 40 de persoane.
Turneul a avut loc în 6 orașe din țară: Baia Mare, Timișoara, Cluj Napoca, Iași, Brașov și București, deschiderea show-ului fiind făcută de trupa sibiană E-an-na.
Ca rezultat al acestui turneu, Dirty Shirt a lansat pe data de 23 februarie 2018, prin intermediul casei de discuri Apathia Records, DVD-ul FolkCore DeTour ce cuprinde înregistrarea concertului susținut la Arenele Romane în data de 1 aprilie 2018.

## Discografie

### Albume
- 2000: Very Dirty (Promusic Prod)
- 2010: Same Shirt Different Day
- 2013: Freak Show
- 2015: Dirtylicious
- 2018:Folkcore Detour-Dirty Shirt ft.Ansamblul National Transilvania-Live at Arenele Romane Bucharest(Apathia Records)
- 2019: Letchology (Apathia Records)
- 2022: Get Your Dose Now

### DVD
- Live in the Truck (Est-Ouest, 2011)
- Folkcore Detour-Live at Arenele Romane Bucharest(Apathia Records,2018)

### Demo
- 1996: Alone
- 2000: Contradicție
- 2004: Revolution
- 2005: Different
- 2007: Povestea lui Sandu Porcu

## Membri

### Membri actuali
- Dan „Rini” Crǎciun - voce (din 1996)
- Robert Rusz - voce (din 2008)
- Mihai Tivadar - chitara, clape (din 1995)
- Cristi Bălănean - chitara (din 1999)
- Pal Novelli - bas (din 1995)
- Vlad „X” Țoca - baterie (din 1997)
- Dan Petean - chitara (din 2014)
- Cosmin Nechita (Vulpea) - vioara (din 2016)

### Foști membri
- Mircea Patovan (baterie, 1995)
- Radu Tǎmaș (voce, 1995)
- Marcel Ardelean (chitara, 1995-1997)
- Denis Lenghel (baterie, 1996-1997)
- Dan Prikop (chitara, 1997-2005)

### Colaboratori

#### Live
- Dragoș Butaș: baterie, turneu Dirty Shirt + Tripod, 2007
- Ionuț Sabău: chitară bas, turneul Metal Orient Express, 2008
- Andreea Markocsanyi: backing vocal, Dirty Tour 2010-2011
- Oana Iojiban: backing vocal, Dirty Tour 2010-2011
- Cosmin Petruț: vioară, Freak Show Tour, 2013
- Dan Petean: chitara, Freak Show Tour, 2013-2014
- Sergiu "Corbu" Boldor: vioara, Freak Show Tour 2014 și Folkcore DeTour 2018
- Gabriel Bărăștean: vioară Dirtylicious tour 2015-2016 și Folkcore DeTour 2017
- Bogdan A Rogojan: vioară Folkcore DeTour 2017-2018
- Bogdan Bolchiș: vioară Folkcore DeTour 2017-2018
- Fabian Ghișe: vioară Folkcore DeTour 2017-2018
- Joszef Vicsai: vioară Folkcore DeTour 2017-2018
- Ferenc Balogh: violă Folkcore DeTour 2017-2018
- Ioan Mircea Belble: clarinet Folkcore DeTour 2017-2018
- Alexandru Chira: clarinet Folkcore DeTour 2017-2018
- Stefan Petrefi: contrabas Folkcore DeTour 2017-2018
- Sorin Rad: acordeon Folkcore DeTour 2017-2018
- Denis Costiu: țambal Folkcore DeTour 2017-2018
- Eduard Albina: dirijor Folkcore DeTour 2017-2018
- Miruna Puiu: backing vocal Folkcore DeTour 2017-2018
- Alexandra Joicaliuc: backing vocal Folkcore DeTour 2017-2018
- Andrei Oltean: blockflute și backing vocal Folkcore DeTour 2017-2018
- Dan Secheli: percuție Dirtylicious tour 2015 și Folkcore DeTour 2017

#### Studio
- Candice Clot (Eths), K-Lee & Daniel (Tripod), Mathieu Pinault (Babylon Pression) și Charles „Kallaghan” Massabo (RAS, Sikh): voci la piesa „East West” (Same Shirt Different Day, 2010)
- Charles „Kallaghan” Massabo (RAS, Sikh): voce la piesa „East West” (Same Shirt Different Day, 2010)
- Guillaume Dupré (Eths, RAS): percuții adiționale la piesa „Tell Me Why” (Same Shirt Different Day, 2010)
- Cosmin Petruț: vioară la piesele "Bad Apples" și "Rocks Off" (Freak Show, 2013)
- Assica Jelba: synthuri aditionale la piesele "Ride" și "Trust Me" (Freak Show, 2013)
- David McLoud: solo synth la piesa "Never Say Never" (Freak Show, 2013)
- Marius Sabo, vioară (Dirtylicious, 2015)
- Andrei Oșan, clarinet (Dirtylicious, 2015)
- Leonard Negrea, țambal (Dirtylicious, 2015)
- Ciprian Ghiață, acordeon (Dirtylicious, 2015)
- Cserey Csaba, percuții (Dirtylicious, 2015)
- Assica Jelba, synth-uri pentru "Dirtylicious" și "Dulce-i Vinu'" (Dirtylicious, 2015)

## Videoclipuri
- UB (2005, versiune demo): prelucrare a melodiei populare „Cine iubește și lasǎ”
- Gone (2007, versiune demo)
- Pitbull (2009): prelucrare după Emir Kusturica & No Smocking Orchestra, din coloana sonoră a filmului Pisica Albă, Pisica Neagră
- Manifest (2010): realizat în doua versiuni, versiunea „lungă” conținând si intro-ul „New Millennium”
- East West (2010): Dirty Shirt în colaborare cu Candice Clot (Eths), K-Lee & Daniel (Tripod), Mathieu Pinault (Babylon Pression) și Charles „Kallaghan” Massabo (RAS, Sikh)
- Freak Show (2013): primul single de pe albumul cu același nume
- Bad Apples (2013): al doilea single de pe albumul "Freak Show", videoclip realizat cu imagini live filmate de fani in cadrul turneului "Romanian Freak Show Tour"
- Saraca Inima Me (2013)
- Ride (2013), in parteneriat cu firma de mountain bike Commençal
- My art (2015)
- Maramu' (2015)

## Proiecte muzicale și colaborări cu alte formații
- Dan „Rini” Craciun: Rhetorica, Ipse, Psycho Symphony, Halley, Classica
- Mihai Tivadar: Rhetorica, Arca, MT, Eclipse, Neverland, Dirty Flower Project
- Pal Novelli: Rhetorica, Eclipse
- Vlad Țoca: Rhetorica, Dric, Regis, Enders, Sub Zero
- Dan Petean: Band for Rent, Blood Print, 13Rituals, For The Wicked, Mihail
- Cosmin Nechita: Haggard